# Бусловка
Бусловка — река в России, протекает в Ленинградской области, впадает в реку Селезнёвку справа. Длина реки — 17 км.
Берёт начало из озера Бусловского, делает большую петлю и заканчивается у села Лужайка. У села == экотропе доступна туристическое место — Яшинская ГЭС, бывшая финская малая гидроэлектростанция на реке Бусловка.

## Данные водного реестра
По данным государственного водного реестра России относится к Балтийскому бассейновому округу, водохозяйственный участок реки — Реки и озера бассейна Финского залива от границы РФ с Финляндией до северной границы бассейна р. Нева, речной подбассейн реки — Нева и реки бассейна Ладожского озера (без подбассейна Свирь и Волхов, российская часть бассейнов). Относится к речному бассейну реки Нева (включая бассейны рек Онежского и Ладожского озера).
Код объекта в государственном водном реестре — 01040300512102000008058.